# Purity
Pour les articles homonymes, voir Purity (Jonathan Franzen).
Pour plus de détails, voir Fiche technique et Distribution.

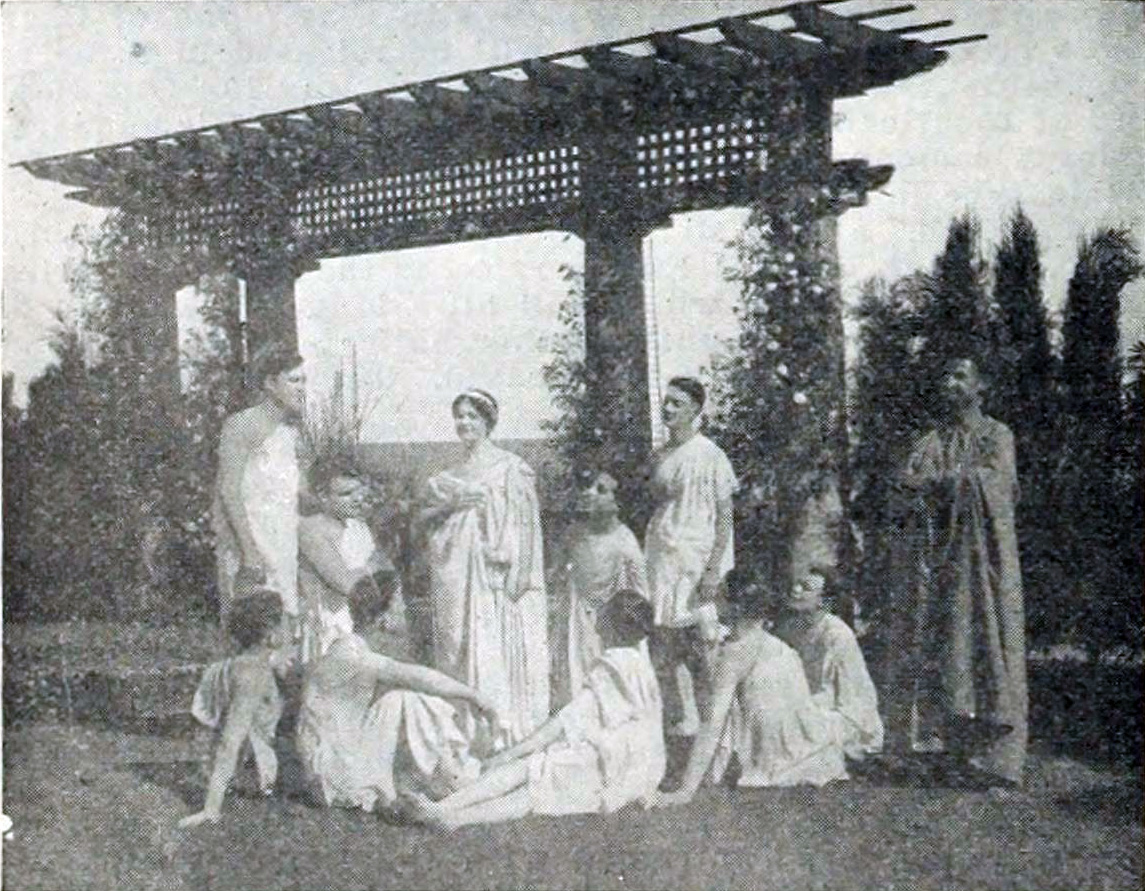
Purity (1916)

Purity est un film muet américain réalisé par Rae Berger (en), sorti en 1916.
Ce film, est connu pour ses scènes de nudité. Restauré, il est diffusé en France en 2020.

## Synopsis
Purity, une fille de la campagne, trouve un emploi de modèle. Elle obsède un poète qui finit par prendre ses distances quand il apprend qu'elle a posé nue. Mais sa tristesse est diminuée quand il apprend qu'elle va utiliser les revenus qu'elle gagne en tant que modèle pour publier ses poèmes.

## Fiche technique
- Titre : Purity
- Titre allemand : Reinheit
- Réalisation : Rae Berger (en)
- Scénario : Clifford Howard
- Photographie : Robert V. Phelan
- Décors : Edward M. Langley
- Chorégraphe : Geneva Driscoll
- Pays d'origine :  États-Unis
- Société de production : American Film Company
- Société de distribution : Mutual Film
- Pays d'origine :  États-Unis
- Langue : film muet avec les intertitres en anglais
- Format : Noir et blanc — 35 mm — 1,33:1 — Muet
- Genre : Film dramatique
- Durée : 70 minutes (1 h 10)
- Dates de sortie : 
  -  États-Unis : 23 juillet 1916

## Distribution
- Audrey Munson
- Nigel De Brulier
- Alfred Hollingsworth : Claude Lamarque
- William A. Carroll
- Eugenie Forde
- Clarence Burton
- Nela Drinkwitz
- Molly Shafer
- Marie Van Tassell
- Mary Dunham
- Alice Anaroni
- Hazel West
- Nell Franzen
- Wallace MacDonald
- Ashton Dearholt
- Ellen Howard

## Source de la traduction
- (en) Cet article est partiellement ou en totalité issu de l’article de Wikipédia en anglais intitulé « Purity (film) » (voir la liste des auteurs).